# Grand Prix van de Comminges 1947
De Grand Prix van de Comminges 1947 was een autorace die werd gehouden op 10 augustus 1947 op het Circuit Automobile du Comminges in Saint-Gaudens.

## Uitslag
| Positie | No. | Rijder                          | Team          | Ronden | Tijd/Opgave   |
| ------- | --- | ------------------------------- | ------------- | ------ | ------------- |
| 1       | 72  | Louis Chiron                    | Talbot-Lago   | 30     | 2:35:37.4     |
| 2       | 66  | Yves Giraud-Cabantous           | Talbot-Lago   | 30     | +0.5          |
| 3       | 28  | Eugène Chaboud                  | Talbot-Lago   | 30     | +1:45.7       |
| 4       | 52  | Roger Loyer                     | Cisitalia     | 30     | +3:39.5       |
| 5       | 66  | Emmanuel de Graffenried         | Maserati      | 30     | +3:39.6       |
| 6       | 80  | Maurice Trintignant Jean Brault | Delahaye      | 29     | +1 ronde      |
| 7       | 24  | Alberto Ascari                  | Maserati      | 29     | +1 ronde      |
| 8       | 32  | Edmond Mouche                   | Talbot-Lago   | 29     | +1 ronde      |
| 9       | 34  | Charles de Cortanze             | Amilcar       | 28     | +2 ronden     |
| 10      | 68  | Gaston Serraud                  | Delahaye      | 28     | +2 ronden     |
| 11      | 44  | Maurice Varet Henri Louveau     | Delage        | 28     | +2 ronden     |
| 12      | 48  | Harry Schell                    | Cisitalia     | 27     | +3 ronden     |
| 13      | 74  | André Chardonnet                | BMW           | 27     | +3 ronden     |
| 14      | 56  | Robert Manzon                   | Cisitalia     | 26     | +4 ronden     |
| 15      | 40  | Pierre Meyrat                   | Delahaye      | 25     | +5 ronden     |
| 16      | 50  | Raymond de Saugé                | Cisitalia     | 25     | +5 ronden     |
| 17      | 26  | Fred Meyer                      | Maserati      | 25     | +5 ronden     |
| DNF     | 2   | Louis Rosier                    | Talbot-Lago   | 21     | Brandstofpomp |
| DNF     | 6   | Pierre Levegh                   | Maserati      | 16     | Ongeluk       |
| DNF     | 4   | "Raph"                          | Maserati      | 16     | ?             |
| DNF     | 22  | Luigi Villoresi                 | Maserati      | 16     | Ongeluk       |
| DNF     | 54  | Robert                          | Cisitalia     | 14     | Ongeluk       |
| DNF     | 30  | Charles Pozzi                   | Delahaye      | 10     | As            |
| DNF     | 38  | Pierre Larrue                   | Delahaye      | 10     | Brand         |
| DNF     | 14  | Fred Ashmore                    | ERA           | 10     | Ongeluk       |
| DNF     | 78  | Eugene Martin                   | BMW           | 8      | Ongeluk       |
| DNF     | 46  | Dorino Serafini                 | Maserati      | 7      | Ongeluk       |
| DNF     | 8   | Charles Huc                     | Bugatti       | 7      | ?             |
| DNF     | 20  | Adolfo Mandirola                | Maserati      | 5      | ?             |
| DNF     | 60  | André Boyer                     | Cisitalia     | 4      | Ongeluk       |
| DNF     | 82  | Antonio Branca                  | Maserati      | 3      | ?             |
| DNF     | 84  | Rolf Kessler                    | Bugatti       | 2      | ?             |
| DNF     | 16  | Henri Louveau                   | Maserati      | 0      | ?             |
| DNF     | 12  | Joe Ashmore                     | Maserati      | 0      | Ongeluk       |
| DNS     | 62  | Jean-Pierre Wimille             | Simca-Gordini | 0      | Motor         |

Rijders waarvan de positie is aangegeven met DNF hebben niet de finish bereikt. Van met ? aangeduide velden zijn geen gegevens voorhanden.